# Might Just Take Your Life
Might Just Take Your Life é uma canção da banda britânica de rock Deep Purple e foi lançada como single no álbum homônimo de 1974.

## Desempenho nas paradas
| Tabela musical                     | Posição mais alta |
| ---------------------------------- | ----------------- |
| Canadá (RPM Top Singles)           | 81                |
| Estados Unidos (Billboard Hot 100) | 91                |
| Itália (Italian Singles Chart)     | 23                |

1. 1 2  «Deep Purple - Might Just Take Your Life - hitparade.ch». hitparade.ch. Consultado em 10 de fevereiro de 2019
2. ↑  «Chart Positions 1968-1976». www.thehighwaystar.com. Consultado em 12 de fevereiro de 2019